# Кальвиньяно
Кальвиньяно (итал. Calvignano) — коммуна в Италии, находится в регионе Ломбардия, в провинции Павия.
Население составляет 125 человек (2008), плотность населения составляет 18 чел./км². Занимает площадь 7 км². Почтовый индекс — 27045. Телефонный код — 0383.
Покровительницей коммуны почитается Пресвятая Богородица, празднование 16 июля.

## Демография
Динамика населения:

## Администрация коммуны
- Официальный сайт: http://www.comune.calvignano.pv.it/